# Phật giáo và tình dục
Trong bài giảng đầu tiên của Đức Phật, Ngài đã xác định ái (taṇhā) là nguyên nhân của khổ (duḥkha). Sau đó, Ngài đã xác định 3 đối tượng của ái: dục ái (kāma-taṇhā), hữu ái (bhava-taṇhā) và vô hữu ái (vibhava-taṇhā). Trong đó, dục ái được xác định là một trong năm chướng ngại đối với việc đạt các trạng thái thiền theo lời dạy của Đức Phật. Xuyên suốt Kinh tạng, Đức Phật thường so sánh dục vọng với mũi tên hay phi tiêu. Cho nên, trong Kama Sutta (4.1) từ Sutta Nipata, Đức Phật giải thích rằng ham muốn dục vọng là nguyên nhân của đau khổ.
Với người tham dục đó, khi hoan lạc tan biến
sẽ đau khổ như bị mũi tên xuyên trúng.

Rồi Đức Phật tiếp tục nói:
Do vậy, người thường trực tỉnh thức hãy tránh tham dục,
khi xa lìa tham dục, sẽ vượt qua trận lụt
hệt như ghe được tát nước và qua tới Bờ Bên Kia.

"Lụt" trong câu nói trên ám chỉ là cơn đại hồng thủy của sự đau khổ cho nhân loại. "Bờ Bên Kia" là niết-bàn, một nơi không có dục vọng.
Ý nghĩa của Kama Sutta là ham muốn nhục dục, giống như bất kỳ khoái cảm thông thường nào đều mang lại đau khổ. Đối với những người tại gia, Đức Phật khuyên rằng ít nhất họ nên tránh tà dâm. Những đệ tử chính thức của Đức Phật, các tăng ni xuất gia phải luôn brahmacarya.

## Tổng quan
Cựu Phó Chủ tịch Hiệp hội Phật giáo và Chủ tịch Tổ chức Tăng đoàn Anh Quốc, Maurice Walshe, đã viết một bài tiểu luận có tựa đề "Phật giáo và Tình dục", trong đó ông trình bày lời dạy thiết yếu của Đức Phật về tình dục con người và mối quan hệ của nó với niết-bàn (nibbana). Điều thứ ba trong ngũ giới nêu rõ:
Kamesu micchacara veramani sikkhapadam samadiyami,
Nghĩa đen của điều này chính là "Chúng con xin giữ giới không tà dâm".
Giáo lý của Đức Phật xuất phát từ mong muốn cho con người thoát khỏi đau khổ. Theo giáo lý mà Ngài đã dạy, thoát khỏi đau khổ liên quan đến việc thoát khỏi những ham muốn tình dục và việc rèn luyện (tiếng Pali: sikkha) để thoát khỏi những ham muốn, bao gồm việc hạn chế chặt chẽ những ham muốn đó.

## Các trường phái
Ngoại trừ một số trường phái ở Nhật Bản và Tây Tạng (Trung Quốc), hầu hết những người tu luyện theo Phật giáo với tư cách là tăng ni xuất gia, cũng chọn sống độc thân.

### Quan điểm chính thống
Tình dục được coi là một sự vi phạm nghiêm trọng trong đạo. Trong Phật giáo nguyên thủy có bốn vi phạm chính dẫn đến việc bị trục xuất khỏi Tăng đoàn tu sĩ gồm có: tình dục, trộm cắp, giết người và huênh hoang về sự hoàn hảo. Tà dâm đối với tăng ni bao gồm cả việc thủ dâm. Trong trường hợp tu sĩ, kiêng hoàn toàn tình dục được coi là một điều cần thiết để đạt được giác ngộ.

### Phật giáo Nhật Bản

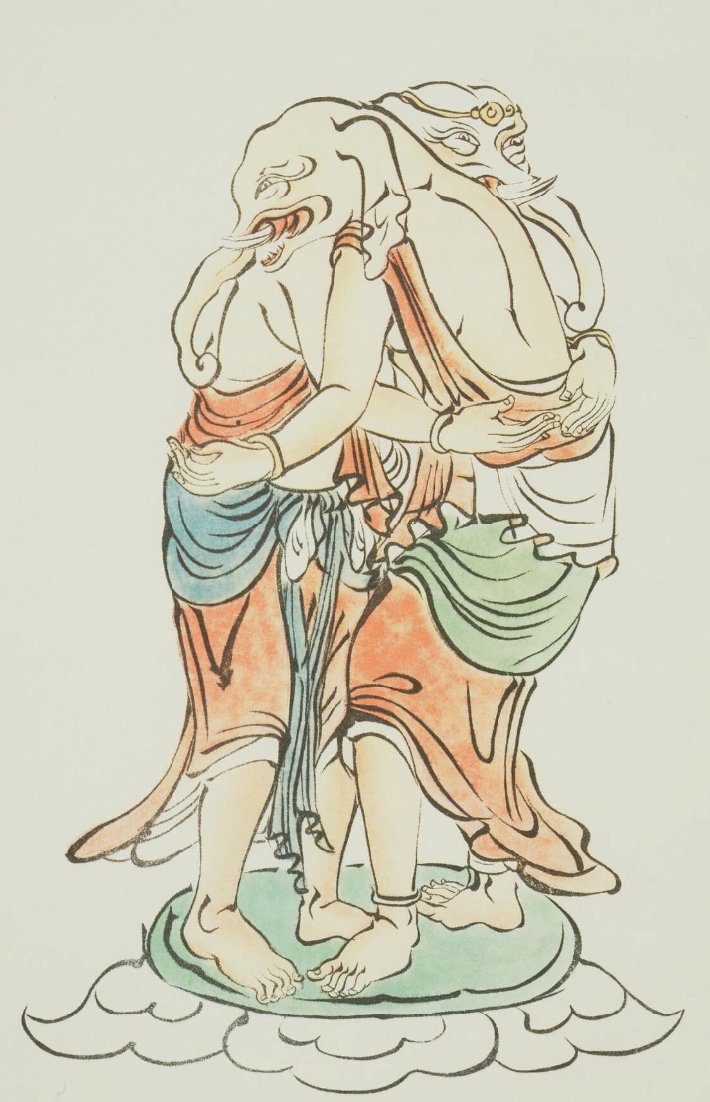
Vị thần Nhật Bản Kangiten.

Ngược lại với hầu hết các giáo lý của Phật giáo, các nhà sư Phật giáo Nhật Bản có liên quan chặt chẽ đến việc tham gia vào các mối quan hệ khoái cảm và tình dục. Nhiều người trong số đó được cho là có duy trì mối quan hệ với gái mại dâm và geisha, thậm chí còn là mối quan hệ lâu dài. Thông thường, những khía cạnh đó thường là mục tiêu của sự chỉ trích và châm biếm như suy đồi đạo đức, thì cả "những người Nhật Bản, những người thường có tư tưởng thù địch với Phật giáo hoặc bởi các nhà quan sát phương Tây có xu hướng coi Phật giáo là trở ngại cho sự thành công của các nhà truyền giáo Kitô giáo ở Nhật Bản", cũng như những Phật tử chính thống khác, một số tín đồ của lối sống này đôi khi cho rằng nó thực sự là một phần trong tôn giáo.
Vị thần Nhật Bản Kangiten, một hình thức Phật hóa của vị thần Hindu Ganesha, được coi là biểu tượng tình dục và thể hiện dưới dạng hai thần đang ôm nhau. Vị thần này nhận được sự tôn thờ rộng rãi, đặc biệt là trong giới geisha và những người kinh doanh thú vui.

## Đồng tính
Trong số những tín đồ theo Phật giáo, có nhiều ý kiến rất khác nhau về đồng tính luyến ái. Phật giáo dạy rằng thụ hưởng, ham muốn nhục dục nói chung, và thú vui tình dục nói riêng, là những chướng ngại trên hành trình giác ngộ. Nó được xem là thấp kém hơn khi so với các loại hỷ lạc (tiếng Pali: pīti) vốn là một phần không thể thiếu trong thực hành thiền. Đức Phật Thích-ca Mâu-ni có nói, "Tương tự như việc mưa làm hỏng một túp lều tranh tồi tàn, ham muốn sẽ phá hủy một tâm thức không được rèn luyện".
Điều thứ ba trong ngũ giới đã cấm "tà dâm"; tuy nhiên, hành vi "tà dâm" là một thuật ngữ rộng, có thể được giải thích theo các chuẩn mực xã hội khác nhau. Phật giáo Nguyên thủy dường như khá im lặng về vấn đề đồng tính luyến ái.
Theo Kinh điển Pali và A-hàm (kinh điển Phật giáo Nguyên thủy), không có bất kỳ điều gì nói rằng quan hệ đồng giới hay khác giới có liên quan đến tà dâm, và một số nhà sư Nguyên thủy bày tỏ rằng quan hệ đồng giới không vi phạm quy tắc tránh tà dâm, nghĩa là không quan hệ tình dục với người chưa đủ tuổi vị thành niên, người đã đính hôn hoặc đã kết hôn và người đã tự nguyện độc thân vì tôn giáo.
Các nhà lãnh đạo Phật giáo bảo thủ như Thiền sư Tuyên Hóa đã lên tiếng phản đối hành vi đồng tính luyến ái. Một số nhà lãnh đạo Phật giáo Tây Tạng như Đức Đạt Lai Lạt Ma thứ 14 đã nói về những hạn chế trong cách sử dụng cơ quan sinh dục của một người để đưa vào các bộ phận cơ thể của người khác dựa trên tác phẩm của Je Tsongkhapa.

## Sách
- Lang, Karen C. (tháng 6 năm 2015). Mittal, Sushil (biên tập). "When the Vindhya Mountains Float in the Ocean: Some Remarks on the Lust and Gluttony of Ascetics and Buddhist Monks". International Journal of Hindu Studies. Quyển 19 số 1/2. Boston: Springer Verlag. tr. 171–192. doi:10.1007/s11407-015-9176-z. eISSN 1574-9282. ISSN 1022-4556. JSTOR 24631797. S2CID 145662113.
- Langenberg, Amy Paris (tháng 4 năm 2018). "Buddhism and Sexuality". Trong Cozort, Daniel; Shields, James Mark (biên tập). The Oxford Handbook of Buddhist Ethics. Oxford: Oxford University Press. doi:10.1093/oxfordhb/9780198746140.013.22. ISBN 9780198746140.
- Langenberg, Amy Paris (tháng 9 năm 2015). Denison, Brandi (biên tập). "Sex and Sexuality in Buddhism: A Tetralemma". Religion Compass. Quyển 9 số 9. New York: John Wiley & Sons. tr. 277–286. doi:10.1111/rec3.12162. eISSN 1749-8171.
- Powers, John (ngày 26 tháng 4 năm 2021). "The Body of the Buddha: The Buddha's Sex Life". Oxford Research Encyclopedia of Religion. Oxford: Oxford University Press. doi:10.1093/acrefore/9780199340378.013.745. ISBN 9780199340378. Lưu trữ bản gốc ngày 16 tháng 5 năm 2021. Truy cập ngày 16 tháng 5 năm 2021.